# 高天神六砦

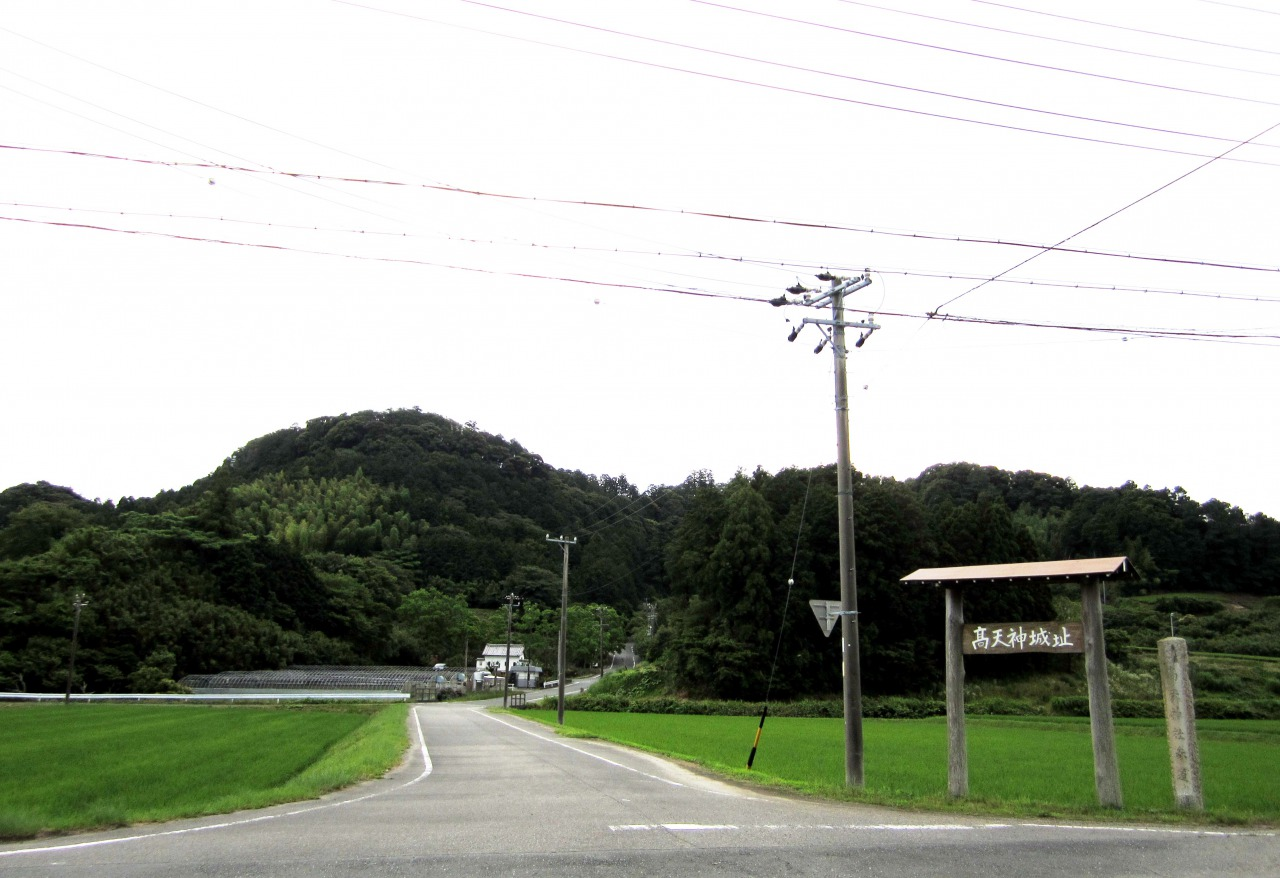
高天神城址の遠景

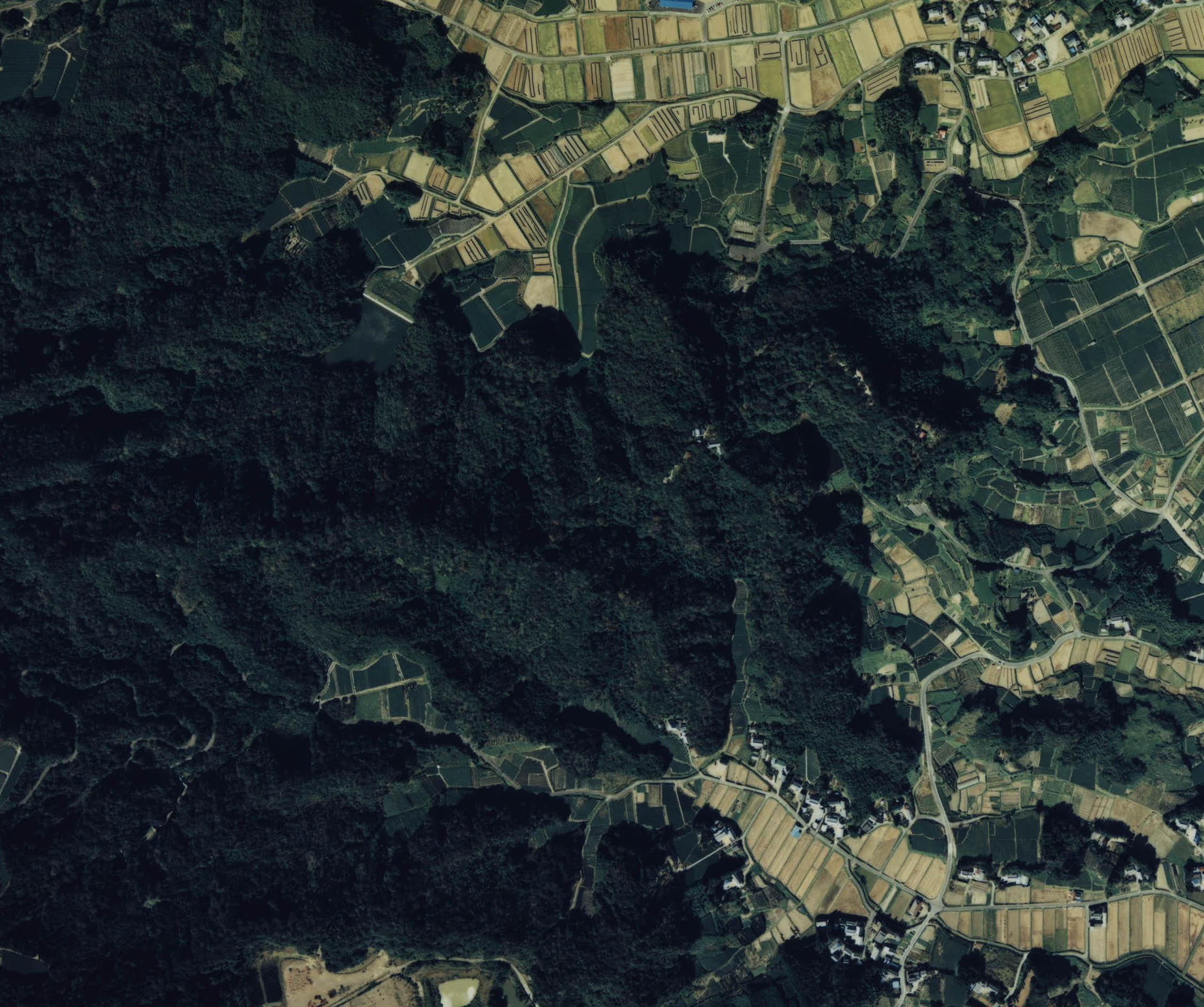
戦場となった高天神山の航空写真（1988年）。

高天神六砦（たかてんじんろくとりで）は、現在、静岡県掛川市および菊川市域となっている遠江国城東郡にあった6カ所の戦国時代の城郭群（砦群）である。高天神城の戦いに際して徳川方が築城・利用した。

## 概要
武田勝頼方の高天神城を包囲するため、徳川家康により築かれた6つの砦を指す。なお、高天神六砦のうち、能ヶ坂砦、火ヶ峰砦、獅子ヶ鼻砦、中村砦、三井山砦の5つは、高天神城を攻略するために家康により新たに築城された砦である。それに対して、小笠山砦は、もともと今川氏真方の掛川城を攻略するために家康により築城された砦であり、のちに勝頼方の高天神城の攻略に際して家康が再活用したものである。なお、家康の家臣である松平家忠は高天神六砦の普請に携わっていたことから、『家忠日記』にはこれらの砦の普請に関する記録が残されている。
高天神六砦の包囲網の完成により、高天神城への兵糧や弾薬の補給は遮断された。その結果、高天神城の将兵は飢えに苦しみ、城に立てこもる岡部元信らは苦境に陥った。元信らは主君である武田勝頼に救援を求めたが、勝頼は援軍を送ることができなかった。第二次高天神城の戦いにより高天神城が落城し、元信らが討死すると、役割を終えた6つの砦も廃止されることになった。

## 構成
- 小笠山砦 - 遠江国城東郡入山瀬村（掛川市入山瀬）に所在した砦。笹ヶ峯御殿とも呼ばれる[3]。石川康通が守備。
- 能ヶ坂砦 - 遠江国城東郡小貫村（掛川市小貫）に所在した砦。本多康重が守備。
- 火ヶ峰砦 - 遠江国城東郡毛森村（掛川市中方・下土方・岩滑・中付近）に所在した砦。大須賀康高と横須賀衆が守備。
- 獅子ヶ鼻砦 - 遠江国城東郡大石村（菊川市大石[注釈 1]）に所在した砦。大須賀康高と横須賀衆が守備。
- 中村砦 - 遠江国城東郡下方村（掛川市中）に所在した砦。中村城山砦とも呼ばれる。大須賀康高と横須賀衆が守備。
- 三井山砦 - 遠江国城東郡西大坂村（掛川市大坂）に所在した砦。大坂砦とも呼ばれる[2]。酒井重忠が守備。